# نابليون (فلم 1927)
نابليون (بالفرنسية: Napoléon) هو فيلم ملحمي أبيض وأسود فرنسي صامت من إنتاج عام 1927 من تأليف وإنتاج وإخراج آبل غاس الذي يحكي قصة سنوات نابليون الأولى، كان العنوان فيلم نابليون فو بار أبيل جانس بمعنى «نابليون كما يراه أبيل جانس». يتم التعرف على الفيلم باعتباره تحفة حركة الكاميرا، التي تنتج في وقت كانت فيه معظم لقطات الكاميرا ثابتة، تم استخدام العديد من التقنيات المبتكرة لصنع الفيلم ، بما في ذلك القطع السريعة ، والتقطات الشاملة الشاملة ، ومجموعة واسعة من لقطات الكاميرا المحمولة ، وإطلاق النار على الموقع ، ولقطات العرض ، وإعدادات الكاميرا المتعددة ، والتعرض المتعدد ، والتركيب الفائق ، والكاميرا تحت الماء ، الصور غير المتجانسة ، وتلوين الأفلام ، وشاشات الانقسام ولقطات الفسيفساء ، والإسقاط متعدد الشاشات ، والمؤثرات البصرية الأخرى. أثر إحياء نابليون في منتصف الخمسينيات على صانعي الموجة الفرنسية الجديدة.

## روابط خارجية
- مقالات تستعمل روابط فنية بلا صلة مع ويكي بيانات
- Napoléon, SilentEra.com
- The 2000 restoration, SilentEra.com
- 1980 London screening
- 1980 London screenings, announcement
- 2004 London screening, symphony review
- Brownlow's 2004 version
- Projecting “Napoleon” – une pièce de resistance. Details of 2004 projection.
- Various Napoléon movie posters, Adrian Curry in Notebook